# Kleine witneusmeerkat
De kleine witneusmeerkat of West-Afrikaanse witneusmeerkat (Cercopithecus petaurista)  is een soort van het geslacht echte meerkatten (Cercopithecus). De wetenschappelijke naam van de soort werd voor het eerst geldig gepubliceerd door Schreber in 1774.

## Ondersoorten
De soort heeft twee ondersoorten:
- Cercopithecus petaurista petaurista (Schreber, 1774) – komt voor in Ghana, Togo en centraal Ivoorkust.
- Cercopithecus petaurista buettikoferi Jentink, 1886 – komt voor van Guinee-Bissau tot het westen van Ivoorkust.